# Poker After Dark
Poker After Dark è un programma televisivo dedicato al Poker Texas hold 'em, trasmesso dalla rete televisiva statunitense NBC dal 2007 al 2011.

## Format
Il programma andava in onda sei giorni la settimana; ciascuna puntata aveva la durata di un'ora ed ogni settimana veniva organizzato un nuovo tavolo.
Il format prevedeva la partecipazione di sei giocatori professionisti di poker ad un tavolo di Poker Texas hold 'em. Ogni torneo veniva trasmesso nell'arco dei primi cinque giorni, ed il sesto giorno veniva messo in onda un director's cut. Il vincitore riceveva la somma di 120.000 dollari.

## Emittenti
Il Poker After Dark è stato messo in onda in diversi paesi. In Canada dalla rete Rogers Sportsnet; in Germania da Sport1; in Irlanda da Setanta Sports; nei Paesi Bassi da Veronica; in Danimarca da Tv3+; in Italia da POKERItalia24; in Russia da 7TV; in Brasile da Discovery Channel Brasil; in America Latina da Discovery Channel Latin America.

## Episodi
A partire dal 1º gennaio 2007 la NBC ha messo in onda 7 stagioni della serie, così strutturate:
- Stagione 1: 1º gennaio 2007 - 19 maggio 2007
- Stagione 2: 11 giugno 2007 - 17 novembre 2007
- Stagione 3: 31 dicembre 2007 - 24 maggio 2008
- Stagione 4: 14 luglio 2008 - 19 ottobre 2008
- Stagione 5: 29 dicembre 2008 - 19 dicembre 2009
- Stagione 6: 4 gennaio 2010 - 19 dicembre 2010
- Stagione 7: 3 gennaio 2011 - 3 dicembre 2011

Di seguito il dettaglio degli episodi.

### Stagione 1
| Settimana | Titolo            | 6º posto         | 5º posto      | 4º posto        | 3º posto        | 2º posto           | 1º posto        |
| --------- | ----------------- | ---------------- | ------------- | --------------- | --------------- | ------------------ | --------------- |
| 1         | Poker Brat Attack | Phil Hellmuth    | Steve Zolotow | Shawn Sheikhan  | Annie Duke      | Huck Seed          | Gus Hansen      |
| 2         | Play Anything     | Jerry Buss       | Doyle Brunson | Gabe Kaplan     | Mike Matusow    | David Grey         | Daniel Negreanu |
| 3         | WSOP Champions    | Carlos Mortensen | Jamie Gold    | Doyle Brunson   | Chris Ferguson  | Chris Moneymaker   | Johnny Chan     |
| 4         | Earphones Please  | Sam Farha        | Phil Hellmuth | Andy Bloch      | Tony G          | Mike Matusow       | Phil Ivey       |
| 5         | Phil Phil         | Doyle Brunson    | Erik Seidel   | Phil Hellmuth   | Jennifer Harman | Antonio Esfandiari | Phil Laak       |
| 6         | Talking Heads     | Chad Brown       | Michael Konik | Mike Sexton     | Gabe Kaplan     | Phil Gordon        | Howard Lederer  |
| 7         | Against All Odds  | Sam Farha        | Ted Forrest   | Clonie Gowen    | Gus Hansen      | Tony G             | Chris Ferguson  |
| 8         | Killer Table      | Erick Lindgren   | Phil Gordon   | Jennifer Tilly  | Phil Ivey       | Patrik Antonius    | Jennifer Harman |
| 9         | Loose Lips        | Barry Greenstein | Mike Matusow  | David Benyamine | Shawn Sheikhan  | Allen Cunningham   | John Juanda     |
| 10        | Ladies' Week      | Vanessa Rousso   | Evelyn Ng     | Dee Luong       | Cyndy Violette  | Jennifer Harman    | Clonie Gowen    |

### Stagione 2
| Settimana | Titolo               | 6º posto         | 5º posto        | 4º posto           | 3º posto           | 2º posto       | 1º posto         |
| --------- | -------------------- | ---------------- | --------------- | ------------------ | ------------------ | -------------- | ---------------- |
| 1         | Golden Men           | Greg Raymer      | Jamie Gold      | Huck Seed          | Doyle Brunson      | Johnny Chan    | Joe Hachem       |
| 2         | International        | Gus Hansen       | Daniel Negreanu | Marco Traniello    | David Benyamine    | Brad Booth     | Patrik Antonius  |
| 3         | Queens and Kings     | Ali Nejad        | Annie Duke      | Vanessa Rousso     | Howard Lederer     | Kristy Gazes   | Gabe Kaplan      |
| 4         | World Series Legends | Chris Ferguson   | Layne Flack     | Erik Seidel        | T.J. Cloutier      | Phil Hellmuth  | Doyle Brunson    |
| 5         | WPT All-Stars        | Michael Mizrachi | Erick Lindgren  | Daniel Negreanu    | Gus Hansen         | Tuan Le        | Howard Lederer   |
| 6         | Live To Hurt         | Mike Matusow     | Daniel Negreanu | Phil Hellmuth      | Antonio Esfandiari | Phil Laak      | Shawn Sheikhan   |
| 7         | Poker Prowess        | Phil Laak        | Andy Bloch      | David Williams     | Annie Duke         | John Juanda    | Clonie Gowen     |
| 8         | Mega Match           | David Benyamine  | Jennifer Harman | Barry Greenstein   | Phil Ivey          | Eli Elezra     | Allen Cunningham |
| 9         | Of Mouth and Men     | Mike Matusow     | Alan Boston     | Antonio Esfandiari | Paul Wasicka       | Jamie Gold     | Mike Sexton      |
| 10        | Signature Week       | Jennifer Harman  | Gus Hansen      | Chris Ferguson     | Phil Hellmuth      | Howard Lederer | Phil Ivey        |

### Stagione 3
| Settimana | Titolo              | 6º posto         | 5º posto        | 4º posto              | 3º posto             | 2º posto           | 1º posto        |
| --------- | ------------------- | ---------------- | --------------- | --------------------- | -------------------- | ------------------ | --------------- |
| 1         | Dream Table         | Mike Matusow     | Daniel Negreanu | Scotty Nguyen         | Ken Light            | Jennifer Harman    | Phil Hellmuth   |
| 2         | 19th Hole           | David Oppenheim  | Erick Lindgren  | Daniel Negreanu       | Doyle Brunson        | Phil Ivey          | Gavin Smith     |
| 3         | Hecklers            | Mike Matusow     | Sam Grizzle     | Gavin Smith           | Jean-Robert Bellande | Shawn Sheikhan     | Phil Hellmuth   |
| 4         | World Champions     | Huck Seed        | Chris Ferguson  | Berry Johnston        | Jamie Gold           | Phil Hellmuth      | Johnny Chan     |
| 5         | Cowboys             | Hoyt Corkins     | Doyle Brunson   | Chau Giang            | Chris Ferguson       | Andy Bloch         | Gabe Kaplan     |
| 6         | International       | Daniel Negreanu  | John Juanda     | Gus Hansen            | Roland de Wolfe      | Patrik Antonius    | Johnny Chan     |
| 7         | Jam Up              | Barry Greenstein | Mike Matusow    | Eli Elezra            | Howard Lederer       | Antonio Esfandiari | David Williams  |
| 8         | Gus & Ladies        | J. J. Liu        | Gus Hansen      | Erica Schoenberg      | Beth Shak            | Clonie Gowen       | Vanessa Rousso  |
| 9         | Love at First Raise | Erica Schoenberg | Phil Laak       | Jennifer Harman       | Jennifer Tilly       | Marco Traniello    | David Benyamine |
| 10        | Commentators        | Howard Lederer   | Phil Gordon     | Robert Williamson III | Chad Brown           | Ali Nejad          | Mark Gregorich  |

### Stagione 4
| Settimana | Titolo             | 6º posto                                                                                             | 5º posto                                                                                             | 4º posto                                                                                             | 3º posto                                                                                             | 2º posto                                                                                             | 1º posto                                                                                             |
| --------- | ------------------ | --- | --- | --- | --- | --- | --- |
| 1         | Cash Game #1       | Cash game (Tom Dwan / Phil Hellmuth / Mike Baxter / Allen Cunningham / Guy Laliberté / David Peat)   | Cash game (Tom Dwan / Phil Hellmuth / Mike Baxter / Allen Cunningham / Guy Laliberté / David Peat)   | Cash game (Tom Dwan / Phil Hellmuth / Mike Baxter / Allen Cunningham / Guy Laliberté / David Peat)   | Cash game (Tom Dwan / Phil Hellmuth / Mike Baxter / Allen Cunningham / Guy Laliberté / David Peat)   | Cash game (Tom Dwan / Phil Hellmuth / Mike Baxter / Allen Cunningham / Guy Laliberté / David Peat)   | Cash game (Tom Dwan / Phil Hellmuth / Mike Baxter / Allen Cunningham / Guy Laliberté / David Peat)   |
| 2         | Nets Vs. Vets      | Andrew Robl                                                                                          | Johnny Chan                                                                                          | Tom Dwan                                                                                             | Huck Seed                                                                                            | Doyle Brunson                                                                                        | Brian Townsend                                                                                       |
| 3         | Heads Up Challenge | - | - | Paul Wasicka                                                                                         | Ted Forrest                                                                                          | Chris Ferguson                                                                                       | Phil Hellmuth                                                                                        |
| 4         | Mission Impossible | David Williams                                                                                       | Gavin Smith                                                                                          | Mike Matusow                                                                                         | Phil Hellmuth                                                                                        | Phil Laak                                                                                            | Clonie Gowen                                                                                         |
| 5         | Dream II           | Mike Sexton                                                                                          | Mike Matusow                                                                                         | Paul Featherstone                                                                                    | Jennifer Harman                                                                                      | Phil Hellmuth                                                                                        | Gavin Smith                                                                                          |
| 6         | Mayfair Club       | Dan Harrington                                                                                       | Mike Shichtman                                                                                       | Steve Zolotow                                                                                        | Mickey Appleman                                                                                      | Howard Lederer                                                                                       | Jay Heimowitz                                                                                        |
| 7         | Cash Game #2       | Cash game (Patrik Antonius / Dee Tiller / Howard Lederer / Doyle Brunson / Gabe Kaplan / Eli Elezra) | Cash game (Patrik Antonius / Dee Tiller / Howard Lederer / Doyle Brunson / Gabe Kaplan / Eli Elezra) | Cash game (Patrik Antonius / Dee Tiller / Howard Lederer / Doyle Brunson / Gabe Kaplan / Eli Elezra) | Cash game (Patrik Antonius / Dee Tiller / Howard Lederer / Doyle Brunson / Gabe Kaplan / Eli Elezra) | Cash game (Patrik Antonius / Dee Tiller / Howard Lederer / Doyle Brunson / Gabe Kaplan / Eli Elezra) | Cash game (Patrik Antonius / Dee Tiller / Howard Lederer / Doyle Brunson / Gabe Kaplan / Eli Elezra) |

### Stagione 5
| Settimana | Titolo                       | 6º posto                                                                                          | 5º posto                                                                                          | 4º posto                                                                                          | 3º posto                                                                                          | 2º posto                                                                                          | 1º posto                                                                                          |
| --------- | ---------------------------- | ------------------------------------------------------------------------------------------------- | ------------------------------------------------------------------------------------------------- | ------------------------------------------------------------------------------------------------- | ------------------------------------------------------------------------------------------------- | ------------------------------------------------------------------------------------------------- | ------------------------------------------------------------------------------------------------- |
| 1         | Close but no Cigar           | David Williams                                                                                    | Dewey Tomko                                                                                       | Allen Cunningham                                                                                  | Lee Watkinson                                                                                     | Andy Black                                                                                        | Mike Matusow                                                                                      |
| 2         | Speak Your Mind              | Phil Hellmuth                                                                                     | Todd Brunson                                                                                      | Gabe Kaplan                                                                                       | David Grey                                                                                        | Cory Zeidman                                                                                      | Phil Gordon                                                                                       |
| 3         | Brilliant Minds              | David Sklansky                                                                                    | Bill Chen                                                                                         | Brandon Adams                                                                                     | Jimmy Warren                                                                                      | Chris Ferguson                                                                                    | Andy Bloch                                                                                        |
| 4         | Nets vs. Vets Cash Game      | Cash game (Taylor Caby / Cole South / Gabe Kaplan / David Benefield / Doyle Brunson / Eli Elezra) | Cash game (Taylor Caby / Cole South / Gabe Kaplan / David Benefield / Doyle Brunson / Eli Elezra) | Cash game (Taylor Caby / Cole South / Gabe Kaplan / David Benefield / Doyle Brunson / Eli Elezra) | Cash game (Taylor Caby / Cole South / Gabe Kaplan / David Benefield / Doyle Brunson / Eli Elezra) | Cash game (Taylor Caby / Cole South / Gabe Kaplan / David Benefield / Doyle Brunson / Eli Elezra) | Cash game (Taylor Caby / Cole South / Gabe Kaplan / David Benefield / Doyle Brunson / Eli Elezra) |
| 5         | Dream Table III              | Mike Matusow                                                                                      | Daniel Negreanu                                                                                   | Phil Laak                                                                                         | Arnold Thimons                                                                                    | Jennifer Tilly                                                                                    | Johnny Chan                                                                                       |
| 6         | International III            | David Benyamine                                                                                   | John Phan                                                                                         | Brad Booth                                                                                        | Allen Cunningham                                                                                  | Ivan Demidov                                                                                      | John Juanda                                                                                       |
| 7         | Hellmuth Bash Cash Game I&II | Cash game (Tom Dwan / Kenny Tran / Phil Laak / Antonio Esfandiari / Phil Hellmuth / Bob Safai)    | Cash game (Tom Dwan / Kenny Tran / Phil Laak / Antonio Esfandiari / Phil Hellmuth / Bob Safai)    | Cash game (Tom Dwan / Kenny Tran / Phil Laak / Antonio Esfandiari / Phil Hellmuth / Bob Safai)    | Cash game (Tom Dwan / Kenny Tran / Phil Laak / Antonio Esfandiari / Phil Hellmuth / Bob Safai)    | Cash game (Tom Dwan / Kenny Tran / Phil Laak / Antonio Esfandiari / Phil Hellmuth / Bob Safai)    | Cash game (Tom Dwan / Kenny Tran / Phil Laak / Antonio Esfandiari / Phil Hellmuth / Bob Safai)    |
| 8         | Hellmuth Bash Cash Game I&II | Cash game (Tom Dwan / Kenny Tran / Phil Laak / Antonio Esfandiari / Phil Hellmuth / Bob Safai)    | Cash game (Tom Dwan / Kenny Tran / Phil Laak / Antonio Esfandiari / Phil Hellmuth / Bob Safai)    | Cash game (Tom Dwan / Kenny Tran / Phil Laak / Antonio Esfandiari / Phil Hellmuth / Bob Safai)    | Cash game (Tom Dwan / Kenny Tran / Phil Laak / Antonio Esfandiari / Phil Hellmuth / Bob Safai)    | Cash game (Tom Dwan / Kenny Tran / Phil Laak / Antonio Esfandiari / Phil Hellmuth / Bob Safai)    | Cash game (Tom Dwan / Kenny Tran / Phil Laak / Antonio Esfandiari / Phil Hellmuth / Bob Safai)    |
| 9         | Sit-n-Talk                   | Mike Matusow                                                                                      | Antonio Esfandiari                                                                                | Jean-Robert Bellande                                                                              | Jennifer Harman                                                                                   | David Grey                                                                                        | Vanessa Rousso                                                                                    |
| 10        | Celebrities and Mentors      | Jason Alexander                                                                                   | Orel Hershiser                                                                                    | Phil Gordon                                                                                       | Barry Greenstein                                                                                  | Don Cheadle                                                                                       | Gavin Smith                                                                                       |
| 11        | Top Guns Cash Game I & II    | Cash game (Tom Dwan / Patrik Antonius / Howard Lederer / Eli Elezra / Ilari Sahamies / Phil Ivey) | Cash game (Tom Dwan / Patrik Antonius / Howard Lederer / Eli Elezra / Ilari Sahamies / Phil Ivey) | Cash game (Tom Dwan / Patrik Antonius / Howard Lederer / Eli Elezra / Ilari Sahamies / Phil Ivey) | Cash game (Tom Dwan / Patrik Antonius / Howard Lederer / Eli Elezra / Ilari Sahamies / Phil Ivey) | Cash game (Tom Dwan / Patrik Antonius / Howard Lederer / Eli Elezra / Ilari Sahamies / Phil Ivey) | Cash game (Tom Dwan / Patrik Antonius / Howard Lederer / Eli Elezra / Ilari Sahamies / Phil Ivey) |
| 12        | Top Guns Cash Game I & II    | Cash game (Tom Dwan / Patrik Antonius / Howard Lederer / Eli Elezra / Ilari Sahamies / Phil Ivey) | Cash game (Tom Dwan / Patrik Antonius / Howard Lederer / Eli Elezra / Ilari Sahamies / Phil Ivey) | Cash game (Tom Dwan / Patrik Antonius / Howard Lederer / Eli Elezra / Ilari Sahamies / Phil Ivey) | Cash game (Tom Dwan / Patrik Antonius / Howard Lederer / Eli Elezra / Ilari Sahamies / Phil Ivey) | Cash game (Tom Dwan / Patrik Antonius / Howard Lederer / Eli Elezra / Ilari Sahamies / Phil Ivey) | Cash game (Tom Dwan / Patrik Antonius / Howard Lederer / Eli Elezra / Ilari Sahamies / Phil Ivey) |
| 13        | Magnificent Six              | Howard Lederer                                                                                    | Phil Ivey                                                                                         | Doyle Brunson                                                                                     | Daniel Negreanu                                                                                   | Phil Hellmuth                                                                                     | Chris Ferguson                                                                                    |
| 14        | USA vs. Italy                | Marco Traniello                                                                                   | Chris Ferguson                                                                                    | Max Pescatori                                                                                     | Erick Lindgren                                                                                    | Dario Minieri                                                                                     | Howard Lederer                                                                                    |
| 15        | Railbird Heaven I & II       | Cash game (Patrik Antonius / Daniel Negreanu / Gus Hansen / Phil Ivey / Tom Dwan / Phil Hellmuth) | Cash game (Patrik Antonius / Daniel Negreanu / Gus Hansen / Phil Ivey / Tom Dwan / Phil Hellmuth) | Cash game (Patrik Antonius / Daniel Negreanu / Gus Hansen / Phil Ivey / Tom Dwan / Phil Hellmuth) | Cash game (Patrik Antonius / Daniel Negreanu / Gus Hansen / Phil Ivey / Tom Dwan / Phil Hellmuth) | Cash game (Patrik Antonius / Daniel Negreanu / Gus Hansen / Phil Ivey / Tom Dwan / Phil Hellmuth) | Cash game (Patrik Antonius / Daniel Negreanu / Gus Hansen / Phil Ivey / Tom Dwan / Phil Hellmuth) |
| 16        | Railbird Heaven I & II       | Cash game (Patrik Antonius / Daniel Negreanu / Gus Hansen / Phil Ivey / Tom Dwan / Phil Hellmuth) | Cash game (Patrik Antonius / Daniel Negreanu / Gus Hansen / Phil Ivey / Tom Dwan / Phil Hellmuth) | Cash game (Patrik Antonius / Daniel Negreanu / Gus Hansen / Phil Ivey / Tom Dwan / Phil Hellmuth) | Cash game (Patrik Antonius / Daniel Negreanu / Gus Hansen / Phil Ivey / Tom Dwan / Phil Hellmuth) | Cash game (Patrik Antonius / Daniel Negreanu / Gus Hansen / Phil Ivey / Tom Dwan / Phil Hellmuth) | Cash game (Patrik Antonius / Daniel Negreanu / Gus Hansen / Phil Ivey / Tom Dwan / Phil Hellmuth) |

### Stagione 6
| Settimana | Titolo                 | 6º posto | 5º posto | 4º posto | 3º posto | 2º posto | 1º posto |
| --------- | ---------------------- | --- | --- | --- | --- | --- | --- |
| 1         | Commentators III       | Kara Scott | Ali Nejad | Mark Gregorich                                                                                                | Howard Lederer                                                                                                | Joe Sebok | Gabe Kaplan                                                                                                   |
| 2         | Nicknames              | Erick Lindgren                                                                                                | Annette Obrestad                                                                                              | Mike Matusow                                                                                                  | Phil Hellmuth                                                                                                 | Antonio Esfandiari                                                                                            | Phil Laak |
| 3         | Cash Game 50k I & II   | Cash game (Chris Ferguson / Phil Hellmuth / Antonio Esfandiari / Brandon Adams / Todd Brunson / Mike Matusow) | Cash game (Chris Ferguson / Phil Hellmuth / Antonio Esfandiari / Brandon Adams / Todd Brunson / Mike Matusow) | Cash game (Chris Ferguson / Phil Hellmuth / Antonio Esfandiari / Brandon Adams / Todd Brunson / Mike Matusow) | Cash game (Chris Ferguson / Phil Hellmuth / Antonio Esfandiari / Brandon Adams / Todd Brunson / Mike Matusow) | Cash game (Chris Ferguson / Phil Hellmuth / Antonio Esfandiari / Brandon Adams / Todd Brunson / Mike Matusow) | Cash game (Chris Ferguson / Phil Hellmuth / Antonio Esfandiari / Brandon Adams / Todd Brunson / Mike Matusow) |
| 4         | Cash Game 50k I & II   | Cash game (Chris Ferguson / Phil Hellmuth / Antonio Esfandiari / Brandon Adams / Todd Brunson / Mike Matusow) | Cash game (Chris Ferguson / Phil Hellmuth / Antonio Esfandiari / Brandon Adams / Todd Brunson / Mike Matusow) | Cash game (Chris Ferguson / Phil Hellmuth / Antonio Esfandiari / Brandon Adams / Todd Brunson / Mike Matusow) | Cash game (Chris Ferguson / Phil Hellmuth / Antonio Esfandiari / Brandon Adams / Todd Brunson / Mike Matusow) | Cash game (Chris Ferguson / Phil Hellmuth / Antonio Esfandiari / Brandon Adams / Todd Brunson / Mike Matusow) | Cash game (Chris Ferguson / Phil Hellmuth / Antonio Esfandiari / Brandon Adams / Todd Brunson / Mike Matusow) |
| 5         | My Favorite Pro        | Chris Ferguson                                                                                                | James Ashby                                                                                                   | Steve Bartlett                                                                                                | Craig Ivey | Phil Hellmuth                                                                                                 | Jens Voertmann                                                                                                |
| 6         | He Said, She Said      | Erica Schoenberg                                                                                              | Jean-Robert Bellande                                                                                          | David Grey | Annie Duke | Mike Matusow                                                                                                  | Karina Jett                                                                                                   |
| 7         | Cash Game 100k I & II  | Cash game (Phil Hellmuth / Phil Laak / Eli Elezra / Tom Dwan / Doyle Brunson / Gus Hansen)                    | Cash game (Phil Hellmuth / Phil Laak / Eli Elezra / Tom Dwan / Doyle Brunson / Gus Hansen)                    | Cash game (Phil Hellmuth / Phil Laak / Eli Elezra / Tom Dwan / Doyle Brunson / Gus Hansen)                    | Cash game (Phil Hellmuth / Phil Laak / Eli Elezra / Tom Dwan / Doyle Brunson / Gus Hansen)                    | Cash game (Phil Hellmuth / Phil Laak / Eli Elezra / Tom Dwan / Doyle Brunson / Gus Hansen)                    | Cash game (Phil Hellmuth / Phil Laak / Eli Elezra / Tom Dwan / Doyle Brunson / Gus Hansen)                    |
| 8         | Cash Game 100k I & II  | Cash game (Phil Hellmuth / Phil Laak / Eli Elezra / Tom Dwan / Doyle Brunson / Gus Hansen)                    | Cash game (Phil Hellmuth / Phil Laak / Eli Elezra / Tom Dwan / Doyle Brunson / Gus Hansen)                    | Cash game (Phil Hellmuth / Phil Laak / Eli Elezra / Tom Dwan / Doyle Brunson / Gus Hansen)                    | Cash game (Phil Hellmuth / Phil Laak / Eli Elezra / Tom Dwan / Doyle Brunson / Gus Hansen)                    | Cash game (Phil Hellmuth / Phil Laak / Eli Elezra / Tom Dwan / Doyle Brunson / Gus Hansen)                    | Cash game (Phil Hellmuth / Phil Laak / Eli Elezra / Tom Dwan / Doyle Brunson / Gus Hansen)                    |
| 9         | Lonesome Shark         | Erick Lindgren                                                                                                | Antonio Esfandiari                                                                                            | Brad Booth | Mike Matusow                                                                                                  | David Williams                                                                                                | James Akenhead                                                                                                |
| 10        | Mixed Martial Arts     | Patrik Antonius                                                                                               | Randy Couture                                                                                                 | Erick Lindgren                                                                                                | Dan Henderson                                                                                                 | Bruce Buffer                                                                                                  | Howard Lederer                                                                                                |
| 11        | Cash Game $150K I & II | Cash game (Tom Dwan / Patrik Antonius / Eli Elezra / Gabe Kaplan / David Peat / Alan Meltzer)                 | Cash game (Tom Dwan / Patrik Antonius / Eli Elezra / Gabe Kaplan / David Peat / Alan Meltzer)                 | Cash game (Tom Dwan / Patrik Antonius / Eli Elezra / Gabe Kaplan / David Peat / Alan Meltzer)                 | Cash game (Tom Dwan / Patrik Antonius / Eli Elezra / Gabe Kaplan / David Peat / Alan Meltzer)                 | Cash game (Tom Dwan / Patrik Antonius / Eli Elezra / Gabe Kaplan / David Peat / Alan Meltzer)                 | Cash game (Tom Dwan / Patrik Antonius / Eli Elezra / Gabe Kaplan / David Peat / Alan Meltzer)                 |
| 12        | Cash Game $150K I & II | Cash game (Tom Dwan / Patrik Antonius / Eli Elezra / Gabe Kaplan / David Peat / Alan Meltzer)                 | Cash game (Tom Dwan / Patrik Antonius / Eli Elezra / Gabe Kaplan / David Peat / Alan Meltzer)                 | Cash game (Tom Dwan / Patrik Antonius / Eli Elezra / Gabe Kaplan / David Peat / Alan Meltzer)                 | Cash game (Tom Dwan / Patrik Antonius / Eli Elezra / Gabe Kaplan / David Peat / Alan Meltzer)                 | Cash game (Tom Dwan / Patrik Antonius / Eli Elezra / Gabe Kaplan / David Peat / Alan Meltzer)                 | Cash game (Tom Dwan / Patrik Antonius / Eli Elezra / Gabe Kaplan / David Peat / Alan Meltzer)                 |
| 13        | Charity In Mind        | Howard Lederer                                                                                                | Chris Ferguson                                                                                                | Jennifer Harman                                                                                               | Annie Duke | Andy Bloch | Phil Gordon                                                                                                   |

### Stagione 7
| Settimana | Titolo                 | 6º posto                                                                                          | 5º posto                                                                                          | 4º posto                                                                                          | 3º posto                                                                                          | 2º posto                                                                                          | 1º posto                                                                                          |
| --------- | ---------------------- | ------------------------------------------------------------------------------------------------- | ------------------------------------------------------------------------------------------------- | ------------------------------------------------------------------------------------------------- | ------------------------------------------------------------------------------------------------- | ------------------------------------------------------------------------------------------------- | ------------------------------------------------------------------------------------------------- |
| 1         | SNG $100K              | John Juanda                                                                                       | Erick Lindgren                                                                                    | Phil Galfond                                                                                      | Tom Dwan                                                                                          | Phil Ivey                                                                                         | Huck Seed                                                                                         |
| 2         | Cash Game $150K I & II | Cash game (David Peat / Howard Lederer / Phil Laak / Greg Mueller / Olivier Busquet / Eli Elezra) | Cash game (David Peat / Howard Lederer / Phil Laak / Greg Mueller / Olivier Busquet / Eli Elezra) | Cash game (David Peat / Howard Lederer / Phil Laak / Greg Mueller / Olivier Busquet / Eli Elezra) | Cash game (David Peat / Howard Lederer / Phil Laak / Greg Mueller / Olivier Busquet / Eli Elezra) | Cash game (David Peat / Howard Lederer / Phil Laak / Greg Mueller / Olivier Busquet / Eli Elezra) | Cash game (David Peat / Howard Lederer / Phil Laak / Greg Mueller / Olivier Busquet / Eli Elezra) |
| 3         | Cash Game $150K I & II | Cash game (David Peat / Howard Lederer / Phil Laak / Greg Mueller / Olivier Busquet / Eli Elezra) | Cash game (David Peat / Howard Lederer / Phil Laak / Greg Mueller / Olivier Busquet / Eli Elezra) | Cash game (David Peat / Howard Lederer / Phil Laak / Greg Mueller / Olivier Busquet / Eli Elezra) | Cash game (David Peat / Howard Lederer / Phil Laak / Greg Mueller / Olivier Busquet / Eli Elezra) | Cash game (David Peat / Howard Lederer / Phil Laak / Greg Mueller / Olivier Busquet / Eli Elezra) | Cash game (David Peat / Howard Lederer / Phil Laak / Greg Mueller / Olivier Busquet / Eli Elezra) |